# Полтавченское сельское поселение
Полтавченское сельское поселение — муниципальное образование в составе Кущёвского района Краснодарского края России.
В рамках административно-территориального устройства Краснодарского края ему соответствует Полтавченский сельский округ.
Административный центр — село Полтавченское.

## Население
| 2010  | 2012  | 2013  | 2014  | 2015  | 2016  | 2017  |
| ----- | ----- | ----- | ----- | ----- | ----- | ----- |
| 1183  | ↘1164 | ↗1165 | ↗1191 | ↗1203 | ↗1205 | ↘1186 |
| 2018  | 2019  | 2020  | 2021  | 2023  |       |       |
| ↗1188 | ↘1183 | ↘1169 | ↘924  | ↘913  |       |       |

## Населённые пункты
В состав сельского поселения (сельского округа) входят 4 населённых пункта:
| № | Населённый пункт | Тип населённого пункта | Население (чел.) |
| - | ---------------- | ---------------------- | ---------------- |
| 1 | Полтавченское    | село                   | ↗898             |
| 2 | Красная Слободка | хутор                  | ↘118             |
| 3 | Крутоярский      | хутор                  | ↘64              |
| 4 | Серебрянка       | хутор                  | ↘103             |